# Rejon nowogródzki
Rejon nowogródzki (biał. Навагрудскі раён, Nawahrudski rajon, ros. Новогрудский район, Nowogrudskij rajon) – rejon w zachodniej Białorusi, w obwodzie grodzieńskim.

## Geografia
Rejon nowogródzki ma powierzchnię 1668,01 km². Lasy zajmują powierzchnię 702,68 km², bagna 40,42 km², obiekty wodne 20,23 km². Graniczy od południowego zachodu z rejonem zdzięciolskim, od zachodu z rejonem lidzkim, od północy z rejonem iwiejskim, od wschodu z rejonem stołpeckim obwodu mińskiego, od południowego wschodu z rejonem korelickim, a od południa z rejonem baranowickim obwodu brzeskiego.

## Podział administracyjny
- miasto Nowogródek
- 10 sielsowietów: Brolniki, Koszelewo (centrum administracyjne: Koszelewo), Lubcz (centrum: osiedle typu miejskiego Lubcz), Ładzienniki (centrum: Ładzienniki), Niehniewicze (centrum: Niehniewicze), Piotrewicze (centrum: Piotrewicze), Szczorse (centrum: Szczorse), Walówka, Worobiewicze Wielkie (centrum: Worobiewicze Wielkie), Wsielub (centrum: Wsielub)[3][4]

## Gospodarka
Największymi ośrodkami przemysłowymi rejonu są miasta Nowogródek, Brzozówka i w mniejszym stopniu osiedle typu miejskiego Lubcz. W Nowogródku prawie połowę stanowi przemysł spożywczy, drugą połowę – produkcja maszyn i obróbka metalu, w niewielkim zakresie obecny jest też przemysł lekki i mączno-zbożowo-paszowy. Brzozówka stanowi ośrodek produkcji materiałów budowlanych, a Lubcz – produktów spożywczych. Ponadto w miejscowości Wereskowo występuje drobny przemysł spożywczy, a w Rutce – drzewny i celulozowo-papierniczy. W centralnej części rejonu, na północ od Nowogródka znajdują się dwie kopalnie mieszanki piaskowo-żwirowej. Na północny zachód od Nowógródka znajduje się ośrodek rzemiosła artystycznego.
W maju 2011 roku dwa kilometry od Nowogródka uruchomiono jedyną na Białorusi i największą na terenie Wspólnoty Niepodległych Państw elektrownię wiatrową o mocy 1,5 MW.
Na terenie rejonu znajduje się gazociąg łączący Nowogródek z Brzozówką i dalej z rejonem lidzkim, a także elektryczne linie przesyłowe łączące Nowogródek z Brzozówką, Iwiem i Zdzięciołem.

## Ludność
- Według spisu powszechnego w 2009 roku rejon zamieszkiwało 49 107 osób, w tym 30 493 w miastach i 18 614 na wsi[7].
- 1 stycznia 2010 roku rejon zamieszkiwało ok. 48 800 osób, w tym ok. 30 400 w miastach i ok. 18 400 na wsi[8].
- Pod koniec 2010 roku rejon zamieszkiwało ok. 48 242 osób, w tym ok. 30 338 w miastach i ok. 17 854 na wsi[9].